# Søndre Land
Søndre Land ist eine Kommune im norwegischen Fylke Innlandet. Die Kommune hat 5597 Einwohner (Stand: 1. Januar 2025). Verwaltungssitz ist die am Randsfjorden-Ostufer gelegene Ortschaft Hov.

## Geografie

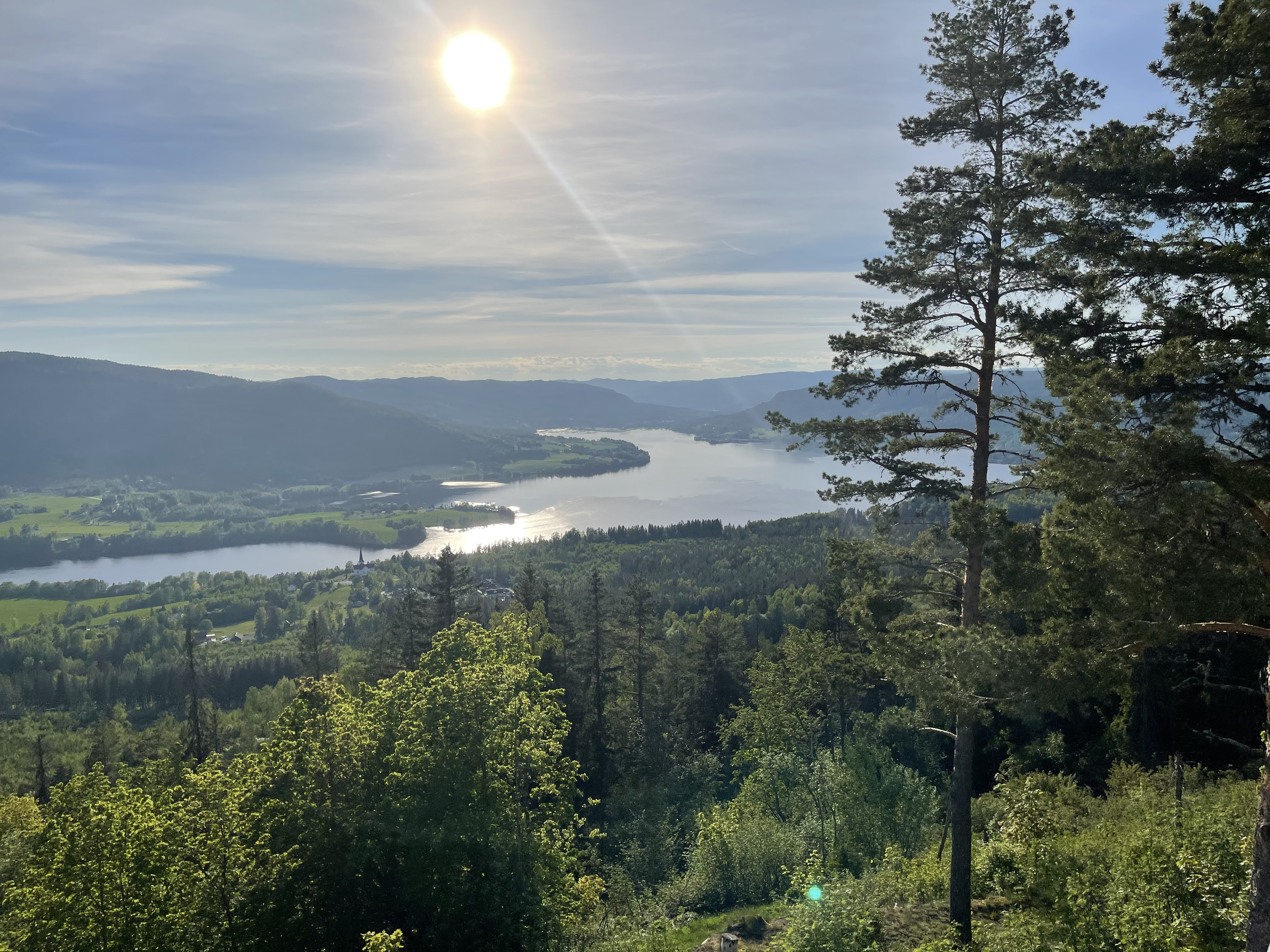
Blick auf den Randsfjorden

Søndre Land liegt im Süden des Fylkes Innlandet. Die Kommune grenzt im Nordwesten an Nordre Land, im Nordosten an Gjøvik, im Osten an Vestre Toten, im Süden an Gran, im Südwesten an Ringerike sowie im Westen an Sør-Aurdal. Die Nachbarkommune Ringerike liegt im angrenzenden Fylke Buskerud. Die Kommune Søndre Land wird durch den in seine Nord-Süd-Ausdehnung langgestreckten See Randsfjorden in einen westlichen und östlichen Teil aufgeteilt. Der See zieht sich neben Søndre Land auch durch die weiter südlich gelegenen Kommunen Gran und Jevnaker. An der Nordgrenze zu Nordre Land mündet die Dokka in den See. Die Gesamtfläche der Kommune beträgt 728,35 km², wobei Binnengewässer zusammen 69,2 km² ausmachen.
Die Kommune ist abseits des Randsfjorden von bewaldeter Hügellandschaft geprägt. Vom Randsfjorden-Ufer steigt das Gebiet im Osten und Westen des Sees das Terrain auf Höhen von rund 500 bis 600 moh. an. Die Erhebung Vesle Skjellingshovde im Nordwesten der Kommune auf der Grenze zu Nordre Land und Sør-Aurdal. stellt mit einer Höhe von 860,5 moh. den höchsten Punkt in Søndre Land dar.

## Einwohner
Der Großteil der Einwohner lebt am Ostufer des Randsfjordens, wo auch die Ortschaft Hov liegt. Weniger dicht besiedelt ist das Westufer. Abseits des Randsfjorden ist die Gegend um Landåsbygda im Nordosten der Kommune am stärksten besiedelt. Bis zum Zweiten Weltkrieg wuchs die Zahl der Einwohner in der Kommune leicht an, danach kam es zu stagnierenden Einwohnerzahlen. In den 1990er-Jahren setzte ein Rückgang ein. Hov ist der einzige sogenannte Tettsted, also die einzige Ansiedlung, die für statistische Zwecke als eine städtische Siedlung gewertet wird. Zum 1. Januar 2024 lebten dort 2132 Einwohner.
Die Einwohner der Gemeinde werden Søndrelending genannt. Offizielle Schriftsprache ist wie in vielen Kommunen in Innlandet Bokmål, die weiter verbreitete der beiden norwegischen Sprachformen.
| Jahr          | 1986 | 1990 | 1995 | 2000 | 2005 | 2010 | 2015 | 2020 | 2025 |
| ------------- | ---- | ---- | ---- | ---- | ---- | ---- | ---- | ---- | ---- |
| Einwohnerzahl | 6282 | 6344 | 6231 | 6073 | 6008 | 5811 | 5772 | 5617 | 5597 |

## Geschichte

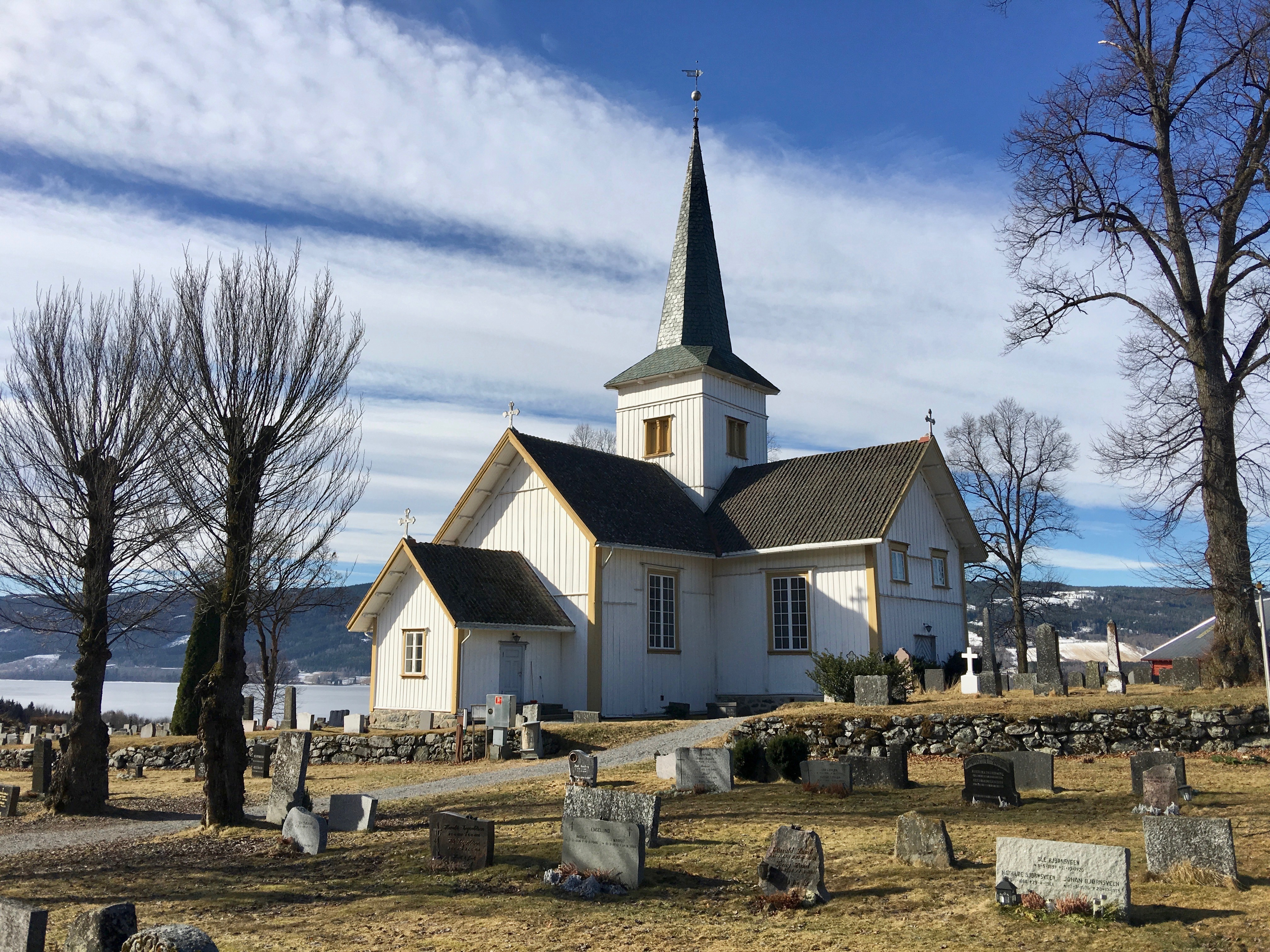
Kirche in Hov

Die Kommune Søndre Land entstand im Jahr 1847, als die Kommune Land in Nordre Land und Søndre Land aufgeteilt wurde. Søndre Land hatte bei seiner Gründung 4604 und Nordre Land 4595 Einwohner. Ein Gebiet mit 340 Einwohnern wurde zum 1. Januar 1868 von Søndre an Nordre Land überführt. Am 1. Januar 1900 ging ein unbewohntes Gebiet von Søndre Land an Vardal über. Zum 1. Januar 1914 wurde Fluberg mit 2027 Einwohnern von Søndre Land abgespalten. Die Kommune Søndre Land verblieb nach der Aufspaltung mit 3374 Einwohnern. Zum Beginn des Jahres 1962 wurde Fluberg mit zu diesem Zeitpunkt 2110 Einwohnern wieder Teil von Søndre Land. Søndre Land hatte vor der Wiedervereinigung 4330 Einwohner. Ein kleiner, von 196 Personen bewohnter Teil von Fluberg ging im Rahmen der Zusammenlegung an Nordre Land über. Bis zum 31. Dezember 2019 gehörte Søndre Land dem damaligen Fylke Oppland an. Dieses ging im Zuge der Regionalreform in Norwegen in das zum 1. Januar 2020 neu geschaffene Fylke Innlandet über.
In der Kommune stehen mehrere Kirchen. Die Hov kirke in Hov ist eine Holzkirche aus dem Jahr 1781. Sie hat einen kreuzförmigen Grundriss. Im Jahr 1871 kam es zu einer größeren Restaurierung. Die Fluberg kirke wurde im Jahr 1703 erbaut und ist ebenfalls eine Holzkirche. Auch bei der Skute-Kirche (Skute kirke) handelt es sich um eine Holzkirche. Sie wurde im Jahr 1915 erbaut. Weitere Kirchen in Søndre Land sind die Enger kirke und die Landåsbygda kirke.

## Wirtschaft und Infrastruktur

### Verkehr

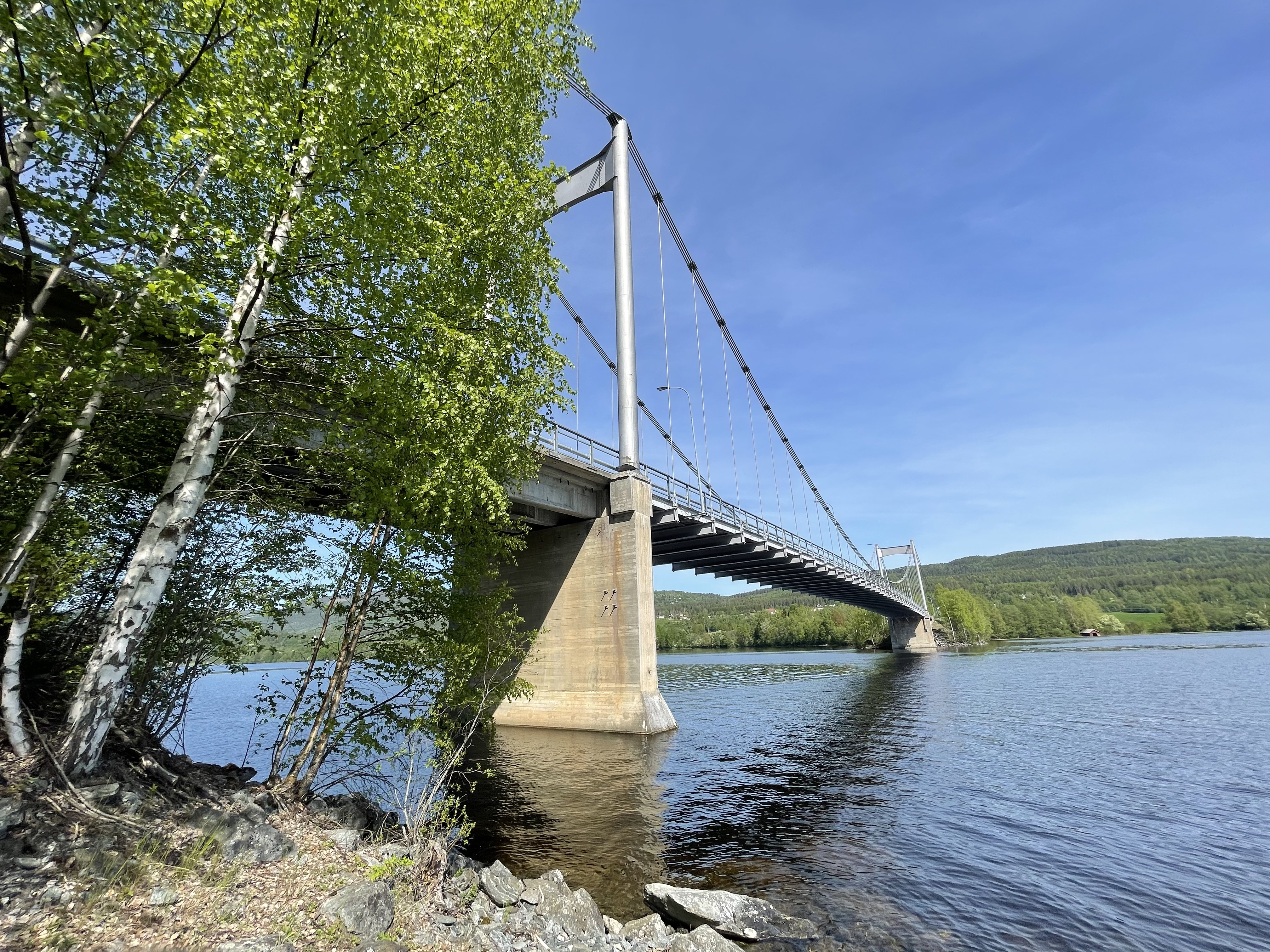
Fluberg bru über den Randsfjorden

Am Westufer des Randsfjorden führt der Fylkesvei 245 entlang, am Ostufer der Fylkesvei 34. Die beiden Straßen werden im Norden der Kommune mit einer Brücke, der Fluberg bru, verbunden. Die Brücke führt südlich der Ortschaft Fluberg über den Randsfjorden. Im Norden der Kommune verläuft der Fylkesvei 33 in den Osten in die Stadt Gjøvik.

### Wirtschaft
Traditionell ist für Søndre Land vor allem die Land- und Forstwirtschaft von wirtschaftlich größerer Bedeutung. Vor allem im Norden der Kommune liegen Areale, die landwirtschaftlich genutzt werden. Typisch für die Landwirtschaft ist sowohl der Anbau von Getreide als auch die Rinderhaltung. Die Forstwirtschaft bildet die Grundlage für die Holzindustrie, die neben der Lebensmittelindustrie zu den bedeutendsten Industriebranchen gehört. Heute ist der Gesundheits- und Pflegesektor ein bedeutender Arbeitgeber in der Kommune. Das Wasserkraftwerk Dokka ist das größte der Kommune. Es wurde 1989 in Betrieb genommen und nutzt eine Fallhöhe von rund 130 Metern zwischen dem Fluss Dokka in der nördlichen Nachbarkommune Nordre Land und dem Randsfjorden in Søndre Land aus. Von 1991 bis 2020 lag eine mittlere Jahresproduktion von rund 171 GWh vor. Im Jahr 2021 arbeiteten von rund 2570 Arbeitstätigen nur etwa 1190 in Søndre Land selbst. Jeweils über 100 Personen pendelten nach Gjøvik, Nordre Land und Vestre Toten.

## Wappen
Das seit 1985 offizielle Wappen der Kommune zeigt drei goldene Baumstämme auf goldenem Hintergrund. Das Wappen soll die Forstwirtschaft darstellen.

## Persönlichkeiten
- Peder Aadnes (1739–1792), Maler
- Hans Struksnæs (1902–1983), Segler